# Spinning Around
Spinning Around este o melodie pop-dance produsă de Mike Spencer și compusă de Ira Shickman, Osborne Bingham, Kara DioGuardi și Paula Abdul. Inițial trebuia inclusă pe albumul de întoarcere a Paulei Abdul, totuși, deoarece albumul nu s-a mai materializat, i-a fost oferită cântăreței Kylie Minogue pentru al 7-lea album de studio al ei, Light Years (2000). Melodia a devenit un succes internațional, intrând în multe topuri în top 3, reintroducând-o pe harta muzicii pop.